# Vester Karleby
Vester Karleby er en landsby på Lolland i Herredskirke Sogn, beliggende ca. 5 km nord for Nakskov. Ordet Karl er i gammel dansk benævnelsen for et kær (vandhul sø) og Karleby betyder altså byen ved kæret. Den tilknyttede kirke Herredskirke er resten af et forsvarsværk der sammen med forsvarsværket ved Dyrehaven i Halsted beskyttede borgerne mod Venderne.
Nabobyer er Ringseby (også i Herredskirke Sogn) og Øster Karleby (primært i Halsted Sogn), men med et par huse i Løjtofte Sogn.
|  | Denne artikel om lokaliteten Vester Karleby kan blive bedre, hvis der indsættes et (bedre) billede. Du kan hjælpe ved at afsøge Wikimedia Commons for et passende billede eller lægge et op på Wikimedia Commons med en af de tilladte licenser og indsætte det i artiklen. |

54°51′56.84″N 11°10′0.26″Ø / 54.8657889°N 11.1667389°Ø